# 塞韋爾采夫山
71°43′S 12°37′E / 71.717°S 12.617°E
塞韋爾采夫山（英語：Mount Severtsev）是南極洲的山峰，位於東部南極洲的毛德皇后地，屬於沃爾塔特山脈中南彼得曼山脈的一部分，海拔高度2,540米，由德國的探險隊發現。